# Zwettl an der Rodl
Zwettl an der Rodl là một đô thị thuộc huyện Urfahr-Umgebung thuộc bang Oberösterreich, Áo. Đô thị Zwettl an der Rodl có diện tích 15 km², dân số thời điểm năm 2006 là 1744 người.